# Romain Vetter
Romain Vetter, né le 4 mars 1984 à Genève, est un ancien joueur suisse de volley-ball. 

## Biographie
Romain Vetter naît en 1984 à Genève.
Il fait un apprentissage de commerce chez Allianz. Sélectionné pour jouer aux États-Unis, il étudie pendant les quatre années de son séjour à l'Université de Californie à Riverside[à vérifier], où il obtient un bachelor en administration et marketing,. Il est également titulaire d'une maîtrise en administration d'affaires de l'Université d'Illinois.
Revenu en Suisse, il travaille d'abord pour l'Omnicom Group, puis rejoint Lufthansa en 2015,. Il est directeur de la compagnie aérienne Swiss pour la Suisse romande depuis mai 2021,.
Il est marié et père de deux enfants.

## Carrière sportive
Il mesure 2,02 m et joue central.

### Clubs
| Club                              | Pays       | De        | À         |
| --------------------------------- | ---------- | --------- | --------- |
| Chênois Genève                    | Suisse     | 2003-2004 | 2003-2004 |
| Université baptiste de Californie | États-Unis | 2004-2005 | 2007-2008 |
| Chênois Genève                    | Suisse     | 2011-2012 | 2013-2014 |

### Palmarès
- Championnat de Suisse (1)
  - Champion : 2012
  - Finaliste : 2004
- Coupe de Suisse (1)
  - Vainqueur : 2003
  - Finaliste :
- Supercoupe de Suisse (1)
  - Vainqueur : 2012
  - Finaliste :
- Championnat universitaire américain NAIA - division I (3)
  - Champion : 2005, 2006, 2007
  - Finaliste : 2008